# Pijani Bakh (Michelangelo)
Bakh (1496–1497)  je marmorna skulptura italijanskega visoko renesančnega kiparja, slikarja, arhitekta in pesnika Michelangela. Kip je nekoliko višji od naravne velikosti in prikazuje Bakha, rimskega boga vina, v zaviti pozi, ki kaže na pijanost. Naročil ga je Raffaele Riario, visoki kardinal in zbiratelj starinskega kiparstva, ki ga je zavrnil in ga je namesto tega kupil Jacopo Galli, Riariov bankir in Michelangelov prijatelj. Skupaj s Pietà je Bakh ena izmed le dveh ohranjenih skulptur iz umetnikovega prvega obdobja v Rimu.

## Opis
Bakh je upodobljen z zavitimi očmi, njegovo omamljajoče se telo se skoraj odbija od skalnatega izdanka, na katerem stoji. Za njim sedi satir, ki je grozd, ki zdrsne iz Bakhove leve roke. Z otečenimi dojkami in trebuhom je Bakhova figura Giorgu Vasariju kazala »tako vitkost mladeniča kot mesnatost in okroglost ženske«, pogosto pa je bila opažena njegova androgina kakovost (čeprav so tudi moda otekla). Zdi se, da je navdih za delo opis naravne zgodovine Plinija Starejšega izgubljene bronaste skulpture Praksitela, ki prikazuje »Bakha, pijanost in satira«. Občutek negotovosti, ki izhaja iz visokega težišča, je mogoče najti v številnih kasnejših umetnikovih delih, predvsem pri Davidu in figurah na stropu Sikstinske kapele.
Bakh je upodobljen kot gol človek, ki se zdi navdušen nad svojim ustvarjanjem. Njegov slog golote je kombinacija starodavnih razsežnosti in sloga, ki je veliko bolj naturalističen. Bakhove oči, ki gledajo v čašo vina v desni roki, so zašiljene, vendar imajo v sebi občutek strasti do vina. Bakh stoji v tradicionalni pozi, a se zaradi pijanosti nagne nazaj. Njegova usta so odprta in z očmi zavija, kar ustvarja bolj naravno iluzijo, da je pijan. Skulpturo Bakha je mogoče obkrožiti in vsebuje prepričljiv občutek antike, podobno kot druge skulpture Bakha, kot je Praksitelov Dioniz. Zaradi vremenskih vplivov je ta skulptura v preteklih letih utrpela precej škode. Desna roka s čašo je bila zamenjana, poganjki trte so bili obrabljeni in njegov penis je bil odstranjen. Poganjki vinske trte so nastali zaradi naravnega preperevanja in bi lahko pripomogli k spremembi teže skulpture. Po drugi strani imata roka in penis drugačno zgodbo. Možno je, da je škoda nastala zaradi naravnih vzrokov; izguba dveh delov telesa pa bi lahko bila tudi zaradi verodostojnega arheološkega videza. Roka, ki je držala pehar, je bila odlomljena in penis odsekan, preden je Maarten van Heemskerck v 1530-ih videl skulpturo. Obnovljen je bil le pehar, v začetku 1550-ih. Pohabljanje je morda dalo skulpturi iluzijo večje antike, ki je bila sprva postavljena med starinski trup in drobne rimske reliefe v rimskem vrtu Jacopa Gallija. Takšno popuščanje »klasični« občutljivosti pa Percyja Byssheja Shelleyja ni prepričalo v zvestobo dela »duhu in pomenu Bakha«. Zapisal je, da »Izgleda pijan, brutalen in ozkogleden in ima najbolj odvraten izraz razpuščenosti«. Umetnostni zgodovinar Johannes Wilde je tako skromno odgovoril na skulpturo: »na kratko ... to ni podoba boga«.

## Simbolizem
Michelangelo je v to skulpturo vključil ikonografijo, ki identificira figuro kot Bakha. Bakh, znan tudi kot Dioniz, je bil predmet starodavnega Dionizovega kulta. Simboli, ki jih lahko vidimo znotraj kulta in Bakha, so vino, bršljan in tigri/leopardi, nenehno ga vidimo tudi s satiri. Vse te simbole je mogoče opaziti v skulpturi Michelangelovega Bakha.

### Listi bršljana / trte
Bakh nosi venec iz listov bršljana, saj je bila ta rastlina bogu sveta. (Niso, kot se pogosto domneva, listi trte.)  Bakh nosi te liste trte in grozdje na glavi, ker je izumitelj vina.

### Čaša
Ogleda čašo vina, ki jo drži v desni roki. Gledalci lahko domnevajo, da ta čaša vsebuje vino in da je Bakh padel pod urok svojega ustvarjanja. Na nek način ima podoba, ki jo vidimo, iluzijo, da je pijano nagnjena. To kaže, da je Bakh pijan in kaže na dejanje, da bodisi nežno razlije tekočo stvaritev na človeštvo ali bolj realno na gledalca, ki ga gleda.

### Koža
V levi roki Bakha je koža, obdana z listi grozdja. Koža, ki jo držimo, je tigrova, čeprav obstajajo misli, da bi to lahko bila koža leoparda. V levi roki ima torej kožo tigra, njemu posvečeno žival, ki uživa v grozdju; in koža je bila predstavljena namesto živali, kot je Michelangelo želel označiti, da tisti, ki svojim čutom dovoli premagati apetit po tej podobi lahko dočaka smrt. (po Michelangelovem biografu Ascanio Condivi)

## Zgodovina
V svoji zgodnji karieri je imel Michelangelo več uglednih pokroviteljev, ki so mu naročali dela. Pokrovitelj Bakha je bil visoki kardinal Raffaele Riario, ki je prej kupil Kupida (poznanega tudi pod imenom Speči kupid), delo Michelangela, ki pa se je izkazalo za verodostojno starodavno skulpturo. Kardinal Riario je kasneje odkril Michelangelovo goljufanje in zahteval vračilo 200 dukatov.
Kardinal Raffaele Riario je v pismu vprašal Michelangela, ali je dovolj pogumen, da naredi svoje delo, namesto da bi kopiral druge mojstre. Kot rezultat se je Michelangelo strinjal in iz bloka marmorja v naravni velikosti ustvaril Bakha. Kip je bil naročen za kardinalov vrt, ki je z njim nameraval dopolniti svojo zbirko klasičnih skulptur. Po ogledu končnega izdelka je kardinal Raffaele Riario kip zavrnil, ker se mu je zdel preveč grešen, simbol spolne želje.
Do leta 1506 [13] je skulptura našla pot do zbirke Jacopa Gallija, bankirja tako kardinala kot Michelangela, ki je imel podoben vrt v bližini Palazzo della Cancelleria. Tam se je prvič pojavil na risbi Maartena van Heemskercka, c. 1533–1536. Kip je bil kupljen za Medičejce in leta 1572 prenesen v Firence.

### Pisma očetu
Med zaključnim procesom Bakha je Michelangelo naslednja leta očetu pošiljal pisma. Pisma, ki jih piše, govorijo o kardinalu, ki ni hotel sprejeti na novo narejenega Bakha. Ton besed kaže, da imata Michelangelo in njegov oče težaven odnos 
1. julija 1497
Naj vas ne preseneti, da se nisem vrnil, ker še nisem mogel rešiti svojih zadev s kardinalom in nočem oditi, če najprej nisem bil zadovoljen in mi je bilo zavrnjeno delo; s temi velikimi osebnostmi je treba iti počasi, saj jih ni mogoče prisiliti ... 
19. avgusta
Zavezal sem se, da bom naredil figuro za Piera de’ Medicija in kupil marmor, nato pa tega nikoli nisem začel, ker ni naredil, kot mi je obljubil. Zato delam sam in delam figuro za svoj užitek. Košček marmorja sem kupil za pet dukatov, vendar ni bil dober kos in denar sem vrgel stran; potem sem kupil še en kos za nadaljnjih pet dukatov, in to delam za svoj užitek. Zato se morate zavedati, da tudi jaz imam stroške in težave ... 
1509
... že dvanajst let sem hodil po vsej Italiji in živel bedno; prenašal sem vse vrste ponižanja, trpel vse vrste stisk, se izčrpal do kosti ... samo zato, da bi pomagal svoji družini ... 
1512
Živim zerno ... z največjo muko in tisoč skrbmi. Minilo je približno petnajst let, odkar sem imel srečno uro; naredil sem vse, da bi vam pomagal in tega niste nikoli prepoznali ali verjeli. Bog nam vse odpusti. 

## Kopije
Obstaja več kopij kipa.
V Ciudad de México je bila replika nameščena vzdolž Avenide Álvaro Obregón, poleg Parque España.